# 시노르니토이데스
시노르니토이데스(Sinornithoides)는 중생대 백악기 전기, 오늘날 아시아대륙에 서식했던 2족보행의 육식공룡이다. 용반류-수각아목에 속한다. 학명은 "중국 새 모양(Chinese bird form)"이라는 의미를 갖고 있다. 전체 몸 길이는 약 1m, 체중은 5.5kg정도 되는 비교적 소형 공룡이다. 앞다리와 뒷다리는 가늘고 길다. 눈은 비교적 크고, 턱에는 작은 이빨이 나 있다. 중국 내몽골에 살았으며 무척추동물과 다른 작은 먹이를 먹었을 것으로 추정된다.
1. ↑  “Sinornithoides” (영어). 2025년 1월 22일에 확인함.